# 다카하시 료 (2000년)
다카하시 료(일본어: 高橋 亮, 2000년 7월 11일~)는 일본의 축구 선수이다.

## 구단 경력
그는 2018년 J3리그의 FC 도쿄 U-23에서 뛰었다. 3월  J리그컵에서 시니어팀에 데뷔했다. 2019년부터 2023년까지 도요 대학에서 활동하였다. 2023년 알비렉스 니가타 싱가포르에 입단했다.